# Conductismo psicológico
El conductismo psicológico (o "PB", por sus siglas en inglés) es una teoría marco o programa de investigación a partir de la formulación actualizada de las tesis de Arthur W. Staats, partiendo de un esquema heurístico empíricamente orientado acerca de varios e inclusivos niveles de interacción humana, que nace del contacto específico con los fenómenos que comprenden cada uno (teoría de marco referencial). 

## El programa de la psicología unificada
Los primeros autores del conductismo se proponían demostrar que podía explicar los fenómenos de la conducta mejor que la psicología tradicional. No se consideraban los descubrimientos y avances del resto de la psicología como elementos válidos. La reacción de los no-conductistas a ello fue el rechazo del conductismo más radical. En un esfuerzo por superar esta situación, Arthur Staats e investigadores asociados propusieron el marco teórico del conductismo psicológico, el cual, según afirman, "psicologiza el conductismo y conductualiza la psicología", es decir encuadra los problemas de la psicología en términos operacionales y equipa el andamiaje empírico, teórico y clínico del conductismo para la labor de analizar, contrastar e integrar el ámbito entero de la psicología. Por lo tanto, viene a dar soporte teórico a los intentos de volver más "inclusivo" al conductismo, integrando sus modelos por encima de las rivalidades de antaño entre "radicales" y "metodológicos", o entre "conductuales" y "conductual-cognitivos". 
Cuando se habla de análisis conductual aparecen referencias a palabras tales como "estímulo" "respuesta" "refuerzo", "aprendizaje" lo que suele dar la idea de un esquema de razonamiento acotado y calculador. Pero ese tipo de palabras se convierten en un metalenguaje científico sumamente útil para comprender la psicología. Actualmente nadie acotaría la terapéutica solamente sobre esos ordenadores teóricos. Hasta los clínicos que se definen como conductistas usan esos elementos como punto de partida, pero nunca se pierde de vista la importancia interpersonal entre el paciente y el terapeuta, ni la vida interior de un ser humano, ni otros elementos, técnicas, teorías, inventivas que sirven para la tarea terapéutica. En este sentido, en los comienzos del conductismo se desechaba lo cognitivo en términos de factor autorregulador del comportamiento, pero actualmente dentro del conductismo psicológico de Staats, se acepta su importancia y se intenta modificar la rotulación lingüístico-cognoscitiva (expectativas, creencias actitudes) para reestructurar las creencias irracionales del cliente buscando romper los marcos de referencia que pueden ser desadaptativos.

## Concepto integrado del aprendizaje
Un concepto clave es que la emoción tiene una importancia central en la conducta, a diferencia de B.F.Skinner, para quien la emoción es un mero fenómeno colateral, no implicado en la producción de comportamiento.
El condicionamiento clásico y el instrumental están íntimamente enlazados, pues, en primer lugar, un estímulo provocador de emoción puede producir condicionamiento clásico, pero también, el estímulo emocional puede servir como reforzador.

[...] los estímulos que implican la provocación de una respuesta emocional tienen tres funciones: (1) Provocan una respuesta emocional, lo que constituye una función; (2) tales estímulos pueden actuar como reforzadores cuando se presentan contingentemente a una conducta; (3) tales estímulos actuarán  como estímulos directivos (incentivo) [...]"
Staats, 1997

## Repertorios básicos de conducta
El conductismo psicológico introduce los repertorios básicos de conducta (RBC) como constructo explicativo de la conducta. Previo a esta teoría, por un lado estaba el concepto de "personalidad" en la psicología convencional, un término a veces mal definido si es que definido del todo, y por el otro, existían los conceptos de "grupos de hábitos" en los diversos conductismos, donde cada elemento aprendido no formaba parte de un todo integrado.
Los RBCs forman parte del programa de investigación del conductismo psicológico, donde se ha visto que el aprendizaje, a lo largo de la historia individual, es acumulativo y jerárquico, es decir, que las conductas aprendidas se acumulan con el tiempo, se ajustan entre sí y se coordinan de forma que unas tienen preeminencia sobre otras.

## La teoría multinivel
Existen nueve niveles jerarquizados en la formulación actual del PB:
- Biológico.
- Aprendizaje animal básico.
- Aprendizaje humano.
- Interacción social.
- Desarrollo del niño.
- Personalidad.
- Evaluación psicológica.
- Psicología anormal (psicopatología).
- Terapia de conducta.

Cada nivel, empezando por el primero en la lista, contiene los principios más generales sobre cuya base se asientan el nivel siguiente, hasta la última, que sería de la terapia de conducta. Cada uno de los niveles propuestos requieren la construcción de una teoría particular en relación con principios básicos, pudiéndose a su vez armonizar con las teorías de los demás niveles dado que todos ellos involucran aprendizaje. A esto se denomina una teoría general multinivel abierta y en desarrollo, de la cual se derivan conocimientos, que deben ser articulados e integrados mediante lo que llama una "teoría puente".
Un concepto central en este enfoque es el de aprendizaje acumulativo-jerárquico, donde se considera que las sucesivas agrupaciones de unidades pequeñas de conducta forman configuraciones de mayor complejidad. Ellas, una vez formadas como un conjunto, están sujetas a los principios de aprendizaje de la misma forma que ocurre en las respuestas unitarias simples. De esta manera cada nivel de conducta tiene su propia configuración específica, y constituye en sí una jerarquía superior con respecto a la acumulación inclusiva de aprendizajes en niveles anteriores.